# Andrés Andrade
Andrés Alberto Andrade Cedeño, plus connu sous le nom d'Andrés Andrade ou Andrés Cedeño, né le 16 octobre 1998 à Panama, est un footballeur international panaméen qui évolue au poste de défenseur central au LASK.

## Biographie

### Carrière en club
Formé au San Francisco dans son pays natal, Andrade fait ses débuts professionnels le 23 octobre 2015, étant titularisé au poste d'arrière gauche face au Verdes FC lors d'un match de poule de la Ligue des champions de la CONCACAF, remporté 8-0 à domicile par les Panaméens.
il effectue en janvier 2017 un essai au Zénith Saint-Pétersbourg.

### Carrière en sélection
Déjà international panaméen en équipe de jeunes, Andrade fait ses débuts en équipe nationale le 16 novembre 2018, contre le Honduras en remplaçant Erick Davis à la 72e minute.
En juin 2021, Andrés Andrade est convoqué pour jouer les phases finales de la Gold Cup 2021 avec le Panama, mais alors qu'il s'est imposé comme le titulaire en défense centrale avec la sélection en 2021, il doit déclarer forfait sur blessure avant le début de la compétition,.

## Palmarès
| LASK - Coupe d'Autriche (1) : - Finaliste en 2021 |